# نهائي بطولة طوكيو للشباب في فلسطين 2019
نهائي بطولة طوكيو للشباب في فلسطين 2019 هي المباراة النهائية الأولى التي جرت بين بطلي أندية قطاع غزة والضفة الغربية تحت 19 سنة، وجمعت بين نادي اتحاد خانيونس ونادي شباب الخليل.

## الفرق
| الفريق             | المنطقة       | المحافظة        |
| ------------------ | ------------- | --------------- |
| نادي اتحاد خانيونس | قطاع غزة      | محافظة خان يونس |
| نادي شباب الخليل   | الضفة الغربية | محافظة الخليل   |

## الوصول إلى النهائي
| اتحاد خانيونس | اتحاد خانيونس | الدور   | شباب الخليل   | شباب الخليل |
| الفريق        | النتيجة       | الدور   | الفريق        | النتيجة     |
| ------------- | ------------- | ------- | ------------- | ----------- |
| خدمات البريج  | 3–2           | النهائي | شباب العبيدية | 3–1         |

## المباراة
| 10 أبريل 2019 النهائي | اتحاد خانيونس | 3–2 | شباب الخليل | رفح                     |
|                       |               |     |             | الملعب: ملعب رفح البلدي |